# Damprichard
Damprichard é uma comuna francesa na região administrativa de Borgonha-Franco-Condado, no departamento de Doubs. Estende-se por uma área de 21,9 km². Em 2010 a comuna tinha 1 925 habitantes (densidade: 87,9 hab./km²).